# Mysłowice

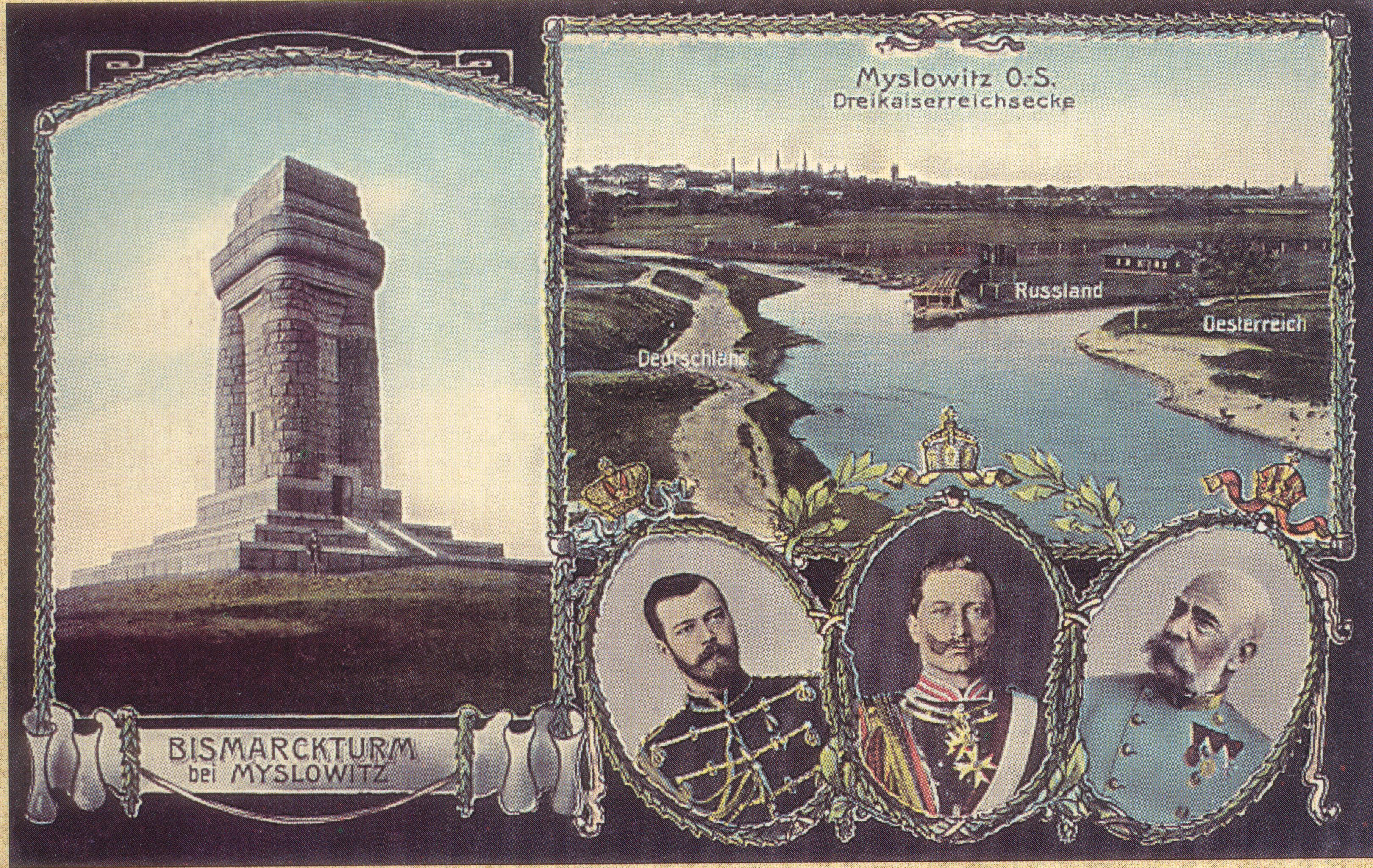
Trojmezí tří císařů kdysi.

Myslovice (polsky Mysłowice  [mɨswɔˈvʲit͡sɛ]IPA, slezsky Myslowicy [mɨsloˈvʲit͡se], německy Myslowitz, latinsky Mislovia) jsou město a městský okres v jižním Polsku ve Slezském vojvodství, součást katovické konurbace. Leží na historickém území Horního Slezska, přičemž východní hranici města tvoří Černá Přemše a Přemše, které jsou zároveň zemskou hranicí mezi Slezskem a Malopolskem. V prosinci 2019 zde žilo 74 618 osob. Při posledním sčítání lidu (2011) se 26,3 % obyvatel hlásilo ke slezské národnosti, zároveň se většina z nich hlásila i k polské národnosti, proto se k polské národnosti přihlásilo 88,1 % obyvatel Mysłowic (lze se hlásit ke dvěma národnostem).

## Dějiny
Myslovice byly založeny během velké kolonizace ve 13. století, první písemná zmínka pochází z roku 1308. Jako součást Pštinského panství patřily původně Koruně království českého, načež po slezských válkách v roce 1742 připadly Prusku.
Od Vídeňského kongresu do první světové války se na soutoku Bílé a Černé Přemše u Myslovic sbíhaly hranice Německého císařství, Rakouska-Uherska a Ruského impéria – jednalo se o tzv. Trojmezí tří císařů. Přes Myslovice proudili na západ a do Ameriky rakouští vystěhovalci, pro něž byla ve městě zřízena Registrační agentura pro vystěhovalé z Rakous, Uher a Haliče. Její sídlo s charakteristickým „mostem emigrantů“ je dodnes významnou pamětihodností města.
Zásadní význam pro rozvoj Myslovic mělo založení dolu Myslowitzgrube v roce 1837 a zprovoznění Hornoslezské dráhy Vratislav – Myslovice roku 1846. V průběhu 19. století se z města stalo významné průmyslové středisko a vznikly zde početné dělnické kolonie s typickými familoky – dělnickými domy z červené cihly. Myslowitzgrube, přejmenovaná později na KWK Mysłowice, byla v provozu do roku 2008. Nyní představuje její areál velký brownfield v severní části města.
Po první světové válce se Horní Slezsko stalo předmětem územního sporu mezi Německem a nově vzniklým polským státem. Konflikt, kterému se nevyhnuly ani ozbrojené střety označované jako hornoslezská povstání, měl být vyřešen plebiscitem v březnu 1921. 56 % hlasujících v Myslovicích se vyslovilo pro setrvání v Německu, město však spolu s celou východní částí regionu o rok později připadlo rozhodnutím Rady Společnosti národů Polsku.
Při správní reformě v roce 1975 a 1977 byly k Myslovicím přičleněny obce Brzęczkowice, Chełm Śląski, Imielin, Kopciowice, Kosztowy, Krasowy a Wesoła. Tři z nich – Chełm Śląski, Imielin a Kopciowice – se roku 1994 opět osamostatnily.

## Památky
- Farní kostel Narození Panny Marie. Postaven v období lokace města asi ve 14. století, o čemž svědčí ostré klenby v přízemí a vysoké okenní otvory v jižní části lodi. V letech 1740-1742 proběhla rozsáhlá přestavba a další v roce 1901.

- Kostel sv. Kříže. Tradičně se uvádí, že je nejstarším chrámem ve městě. Původně dřevěný, po požáru za napoleonských válek v roce 1807 byl obnoven. Je postaven na osmibokém půdorysu s kopulí ve tvaru zvonu.

- Barokní Jarlikova kaple s kašnou z roku 1745 na Náměstí svobody (Plac Wolności)

- Novorenesanční radnice z roku 1867.

- Secesní areál Městské nemocnice z roku 1905.

- Někdejší sídlo Registrační agentury pro vystěhovalé z Rakous, Uher a Haliče – novobarokní budova z roku 1900 propojená s ubytovacími prostorami u nádraží nadzemní chodbou přezdívanou „most emigrantů“.

## Doprava
Myslovice protíná železniční magistrála (Berlín) – Vratislav – Katovice – Krakov – Přemyšl – (Lvov), páteřní trať jižního Polska, ze které v nádraží Mysłowice odbočuje trať regionálního významu do Osvětimi přes Imielin.
Křižují se zde dálnice A4, která kopíruje průběh zmíněné železniční magistrály, tedy z Německa přes Vratislav, Katovice a Krakov směrem k ukrajinské hranici, a rychlostní silnice S1, jež slouží jako východní obchvat katovické aglomerace a zároveň je součástí hlavního tahu Sever – Jih (Varšava/Gdaňsk – Těšín).
Městská doprava je integrována v rámci integrovaného systému katovické aglomerace (Zarząd Transportu Metropolitalnego, ZTM). Zajišťují ji autobusy a také dvě tramvajové linky začínající u nádraží – linka č. 14 do Katovic a linka č. 26 do Sosnovce.

## Partnerská města
- Sokolí hora[4] (Соколиная Гора) – čtvrť ve Východním okresu Moskvy
- Frýdek-Místek[4]
- zemský okres Enz[4] – zemský okres v Bádensku-Württembersku